# تکیه حصیر فروشان
تکیه حصیر فروشان مربوط به دوره قاجار است و در بابل، خیابان امام خمینی (پهلوی سابق)، محله «پنج‌شنبه بازار» واقع شده و این اثر در تاریخ ۲۴ اسفند ۱۳۸۳ با شمارهٔ ثبت ۱۱۵۲۱ به‌عنوان یکی از آثار ملی ایران به ثبت رسیده‌است.